# Herb Shreve
Herb Shreve (* 22. Oktober 1933; † 22. Oktober 2011) war ein US-amerikanischer Baptistenpastor. Er gründete 1975 den christlichen Motorcycle Club Christian Motorcyclists Association (CMA), der inzwischen über 150.000 Mitglieder hat.

## Leben
Herb Shreve wuchs in Arkansas als Sohn einer christlichen Familie auf. Seine ersten Interessen waren schnelle Autos und seine Liebe zu Christus. Mit acht Jahren wurde er getauft. Nach der Schule besuchte er die Ouchita Baptist University, wo er Baseball spielte, aber auch seine Fähigkeiten als Prediger ausbildete.
Bis 1972 war Shreve Pastor der First Baptist Church in Cove, Arkansas. Sein Sohn Herbie gehörte bereits in jungen Jahren der Rocker-Kultur an und bewegte sich in Kreisen, die Shreve missfielen. So beschloss er, etwas an diesem Umstand zu ändern. Um seinem Sohn wieder näher zu kommen, besorgte er sich ein Motorrad. Bei einer gemeinsamen Ausfahrt entschloss sich Shreve etwas für die christliche Einstellung der Bikerkultur zu tun. Nach einer Herzoperation 1975 gab er seine Stelle als Pastor auf und gründete mit seinem Sohn die CMA. Zu Beginn zog er alleine mit seiner Familie durch das Land und begann christliche Literatur auf Rallies anzubieten und zu Motorradfahrern zu predigen. Mit der Zeit entwickelte sich die CMA zu einem Teil der Rockerkultur, mit einem einteiligen Colour und verschiedenen Chaptern verteilt über das ganze Land. Unter seiner Führung entwickelte sich die CMA zur größten christlichen Organisation der Rockerszene, die inzwischen mehr als 150.000 Mitglieder in 1.140 Chaptern in 31 Ländern der Welt hat. 1995 erhielt Shreve einen den „Hazel Kolb Brighter Image Award“ der American Motorcyclist Association für sein Engagement in der Bikerszene.
Am 22. Oktober 2011, seinem 78. Geburtstag, verstarb Herb Shreve im Kreis seiner Familie. Seine Beerdigung fand im engsten Familienkreis unter Ausschluss der Öffentlichkeit statt. Die CMA in den Vereinigten Staaten widmete ihm seine 2012er Rally.